# TuS Koblenz
A TuS Koblenz, teljes nevén Turn- und Spielvereinigung Koblenz egy német labdarúgócsapat. A klubot 1911-ben alapították, jelenleg tartományi amatőrligában (Oberliga Rheinland-Pfalz Saar) szerepel.

## Története

### A harmadik birodalom idején
Az eredeti klub 1917-ben megszűnt, ám két évvel ezután meg is alakult az új, több klub, az FCD, a Fussball Club Concordia 1910 Neuendorf, és a Fussball Club Alemania 1912 Neuendorf egyesítésével.
1933-tól a csapat a Gauliga Mittelrheinben szerepelt, amit 1941-ben két részre osztottak, ezek neve pedig Gauliga Köln–Aachen és Gauliga Moselland volt. Egészen 1945-ig, a liga megszűnéséig itt játszott.

### A háború után
A második világháború után a TuS az Oberliga Südwestben játszott. Itt legtöbbször stabil középcsapat volt, csak pár rájátszást érő helyre futotta erejéből, másrészt viszont csak nagyon ritkán esett ki innen.

### A Bundesliga megalapítása
1963-ban, a Bundesliga megalapításával a klub a Regionalliga Südwestbe került. 1968-ban és 1969-ben egyaránt rájátszást érő helyen végzett, ám egyszer sem sikerült kivívni a feljutást. A 70-es években a TuS a régió harmadosztályában, az Amateurliga Rheinlandban játszott.

### A jelenlegi névvel
A csapat 1982-ben vette fel a ma is használt TuS Koblenz nevet. Egészen 1994-ig az ötöd- és negyedosztályban játszott, ekkor jutott fel a Regionalligába. A másodosztályban a 2005-06-os szezon óta játszanak.

## Jelenlegi keret
| #  |        | Poszt | Név                                                     |
| -- | ------ | ----- | ------------------------------------------------------- |
| 1  | USA    | K     | David Yelldell                                          |
| 2  | GER    | V     | Martin Forkel                                           |
| 3  | GER    | V     | Frank Wiblishauser                                      |
| 4  | SVN    | V     | Matej Mavrič                                            |
| 5  | CZE    | V     | Martin Hudec (Kölcsönben a Sigma Olomuctől)             |
| 6  | GER    | KP    | Manuel Hartmann (Csapatkapitány)                        |
| 7  | GER    | CS    | Johannes Rahn                                           |
| 8  | GER    | KP    | Tom Geißler                                             |
| 9  | FIN    | CS    | Njazi Kuqi                                              |
| 12 | GER    | V     | Benjamin Lense                                          |
| 13 | GER    | V     | Philipp Langen (Kölcsönben az SpVgg Greuther Fürth-től) |
| 14 | GER    | V     | Rico Morack                                             |
| 16 | Brazil | KP    | Everson                                                 |

| #  |        | Poszt | Név                                             |
| -- | ------ | ----- | ----------------------------------------------- |
| 17 | GER    | KP    | Christian Müller                                |
| 18 | GER    | KP    | Lars Bender                                     |
| 19 | GER    | CS    | Lucas Musculus                                  |
| 20 | Brazil | KP    | Melinho (Kölcsönben a Sigma Olomuctől)          |
| 22 | GER    | KP    | Michael Stahl                                   |
| 23 | GER    | KP    | Johannes Göderz                                 |
| 24 | GER    | V     | Oliver Laux                                     |
| 27 | GER    | KP    | Shqipran Skeraj                                 |
| 28 | ALB    | KP    | Ervin Skela                                     |
| 29 | GER    | KP    | Andreas Glockner (Kölcsönben az SC Freiburgtól) |
| 30 | GER    | K     | Marcus Rickert                                  |
| 31 | ALB    | CS    | Edmond Kapllani (Kölcsönben az FC Augsburgtól)  |
| 33 | GER    | K     | Dieter Paucken                                  |
| 34 | GER    | KP    | Daniel Gunkel                                   |
| 36 | GER    | CS    | Marvin Pourie (Kölcsönben a Schalkétól)         |
| 39 | BIH    | KP    | Darko Maletić                                   |
| 40 | GER    | KP    | Patrick Schmidt                                 |

## Fordítás
- Ez a szócikk részben vagy egészben  a   TuS Koblenz című angol Wikipédia-szócikk fordításán alapul.  Az eredeti cikk szerkesztőit annak laptörténete sorolja fel. Ez a jelzés csupán a megfogalmazás eredetét és a szerzői jogokat jelzi, nem szolgál a cikkben szereplő információk forrásmegjelöléseként.

## Külső hivatkozások
- Hivatalos weboldal